# Reb Beach
Pour les articles homonymes, voir Beach.
Reb Beach (né Richard Earl Beach Jr. le 31 août 1963 à Pittsburgh aux États-Unis) est un guitariste de rock américain.

## Histoire
Reb Beach, diplômé du Berklee College of Music commence sa carrière dans le groupe Winger en 1988. Il fera également partie  des groupes Dokken, Night Ranger, Twisted Sister et jouera avec Alice Cooper. Actuellement, Reb joue dans deux groupes, Whitesnake depuis 2002 et Winger depuis la formation du groupe en 1987 et sa reformation en 2006. En 2007, Reb rejoint Night Ranger pour une tournée mais sera vite remplacé par son futur coéquipier de Whitesnake Joel Hoekstra. Il remontera sur scène avec Night Ranger en 2013 pour quelques concerts. 
Reb se charge aussi d'assurer les  principaux chœurs de Winger et plus récemment de Whitesnake sur l'album The Purple Album.

## Discographie

### Winger
- Winger (1988)
- In the Heart of the Young (1990)
- Pull (1993)
- The Very Best Of Winger (2001)
- IV (2006)
- Demo Anthology (2007)
- Karma (2009)
- Better Days Commin' (2014)

### Dokken
- Erase the Slate (1999)
- Live from the Sun (2000)

Solo
- The Fusion Demos (1993)
- Masquerade (2001)

### The Mob
- The Mob (2005)

### Whitesnake
- Live: In The Still of the Night (2004)
- Live: In The Shadow Of The Blues (2005)
- Good to Be Bad (2008)
- Forevermore (2011)
- Made In Japan (2013)
- Made In Britain / The World Record (2013)
- The Purple Album (2015)
- Flesh & Blood (2019)

### Night Ranger
- Rockin' Shibuya 2007 (2008)

### Autres
- Various artists - The Lost Boys Soundtrack (1985)
- Fiona - Beyond the Pale (1986)
- Howard Jones - One on One (1986)
- Chaka Khan - Destiny (1986)
- The Bee Gees - E.S.P. (1987)
- Twisted Sister - Love Is For Suckers (1987)
- Brian McDonald Group - Desperate Business (1988)
- Minoru Niihara - One (1989)
- Xenon - America's New Design (1989)
- Various artists - The Karate Kid III Soundtrack (1989)
- Various artists - Bill and Ted's Bogus Journey Soundtrack (1991)
- Various artists - Guitars that Rule the World (1992)
- Various artists - Smoke on the Water - A Tribute to Deep Purple (1994)
- Andy Timmons - EarX-tacy 2 (1997)
- Alice Cooper - A Fistful of Alice (1997)
- Various artists - Guitar Battle (1998)
- Various artists - Daytona USA 2 Game Soundtrack (1998)
- Various artists - This Conversation Seems Like A Dream (1998)
- Various artists - Bat Head Soup - A Tribute to Ozzy Osbourne (2000)
- Various artists - A Tribute to Van Halen (2000)
- Brian McDonald - Wind it Up (2000)
- War and Peace - Light at the End of the Tunnel (2000)
- Various artists - Stone Cold Queen - A Tribute (2001)
- Brian McDonald - Voyage (2003)
- Ken Tamplin and Friends - Wake the Nations (2003)
- XCarnation - Grounded (2005)

Solo ( instrumental)
A view from the inside (2020)

### Videos/DVD
- Winger - The Videos (1989)
- Winger - In the Heart of the Young (1990)
- Winger - In the Heart of the Young Part 2 (1991)
- Reb Beach - Cutting Loose (1991)
- Winger - Live in Tokyo (1991)
- Wayne's World (film) - Seen in backing band for Alice Cooper in the film. (1992)
- Winger - The Making of Pull (1993)
- Dokken - Live from the Sun (2002)
- Reb Beach - Homegrown Private Lesson Volume 1 (2003)
- Whitesnake - Live... In The Still Of The Night (2006)
- Winger - The Making of Winger IV (2006)
- Winger Live concert (2007)
- Winger Live concert (2008)
- Made In Japan (2013)